# Штапелфелд
Штапелфелд (њем. Stapelfeld) општина је у њемачкој савезној држави Шлезвиг-Холштајн. Једно је од 55 општинских средишта округа Штормарн. Према процјени из 2010. у општини је живјело 1.552 становника. Посједује регионалну шифру (AGS) 1062071, NUTS (DEF0F) и LOCODE (DE TAP) код.

## Географски и демографски подаци
Штапелфелд се налази у савезној држави Шлезвиг-Холштајн у округу Штормарн. Општина се налази на надморској висини од 46 метара. Површина општине износи 10,1 km². У самом мјесту је, према процјени из 2010. године, живјело 1.552 становника. Просјечна густина становништва износи 153 становника/km².